# الکساندر اسویتلیچنی
الکساندر اسویتلیچنی (انگلیسی: Oleksandr Svitlychniy؛ زادهٔ ۲۳ اوت ۱۹۷۲) ژیمناست هنری اهل اوکراین است.